# Go Ah-sung
Go Ah-sung (고아성?, Go AseongLR; Seul, 10 agosto 1992) è un'attrice sudcoreana.

## Filmografia

### Cinema
- The Host (괴물, Gwoemul), regia di Bong Joon-ho (2006)
- Jeulgeowun insaeng (즐거운 인생), regia di Lee Joon-ik (2007)
- Radio Dayz (라듸오 데이즈), regia di Ha Ki-ho (2008)
- Yeohaengja (여행자), regia di Ounie Lecomte (2009)
- Gyeolhonsik hue (결혼식 후에), regia di Kim Yoon-cheol (2009)
- Duet (듀엣), regia di Lee Sang-bin (2012)
- Snowpiercer, regia di Bong Joon-ho (2013)
- U-ahan geojinmal (우아한 거짓말), regia di Lee Han (2014)
- Office (오피스), regia di Hong Won-Chan (2015)
- Beauty Inside (뷰티 인사이드), regia di Baek Jong-yeol (2015)
- Jigeum-eun matgo geuttaeneun teullida (지금은맞고그때는틀리다), regia di Hong Sang-soo (2015)
- Oppa saenggak (오빠 생각), regia di Lee Han (2016)
- The King (더 킹), regia di Han Jae-rim (2017)
- Hanggeo - Yu Gwan-sun i-yagi (항거 - 유관순 이야기?), regia di Jo Min-ho (2019)
- Samjin group yeong-eoto-ikban (삼진그룹 영어토익반?), regia di Lee Jong-pil (2020)

### Televisione
- Seulpeun yeon-ga (슬픈연가) - serial TV (2005)
- Tteollineun gaseum (떨리는 가슴) - serial TV (2005)
- Gongbu-ui sin (공부의 신) - serial TV (2010)
- Pungmun-euro deur-eotso (풍문으로 들었소) - serial TV (2015)
- Jachebalgwang office (자체발광 오피스) - serial TV (2017)
- Life On Mars - serial TV (2018)

## Riconoscimenti
| Anno | Premio                             | Categoria                             | Opera                 | Risultato       | Fonte |
| ---- | ---------------------------------- | ------------------------------------- | --------------------- | --------------- | ----- |
| 1995 | MBC Birth of a Star                | King of Kings                         | –                     | 1º posto        |       |
| 2006 | Blue Dragon Film Awards            | Miglior attrice emergente             | The Host              | Vincitore/trice | [ 2 ] |
| 2006 | Korean Film Awards                 | Miglior attrice non protagonista      | The Host              | Candidato/a     | [ 3 ] |
| 2006 | Director's Cut Awards              | Best Performers Award (ensemble cast) | The Host              | Vincitore/trice | [ 4 ] |
| 2007 | Paeksang Arts Awards               | Miglior attrice emergente (Film)      | The Host              | Candidato/a     | [ 5 ] |
| 2007 | Saturn Award                       | Miglior attore/attrice emergente      | The Host              | Candidato/a     |       |
| 2007 | Premio Daejong                     | Miglior attrice non protagonista      | The Host              | Candidato/a     | [ 6 ] |
| 2007 | Korea Movie Star Awards            | Best Young Star                       | The Host              | Vincitore/trice |       |
| 2010 | Paeksang Arts Awards               | Miglior attrice emergente (TV)        | Gongbu-eui sin        | Candidato/a     |       |
| 2010 | KBS Drama Awards                   | Miglior attrice emergente             | Gongbu-eui sin        | Candidato/a     |       |
| 2013 | Premio Daejong                     | Miglior attrice non protagonista      | Snowpiercer           | Candidato/a     |       |
| 2013 | Blue Dragon Film Awards            | Miglior attrice non protagonista      | Snowpiercer           | Candidato/a     |       |
| 2014 | Paeksang Arts Awards               | Miglior attrice non protagonista      | Snowpiercer           | Candidato/a     |       |
| 2014 | Jeonju International Film Festival | Moët Rising Star Award                | –                     | Vincitore/trice |       |
| 2015 | Paeksang Arts Awards               | Miglior attrice emergente (TV)        | Pungmuneuro deoreotso | Vincitore/trice | [ 7 ] |